# Săn cáo

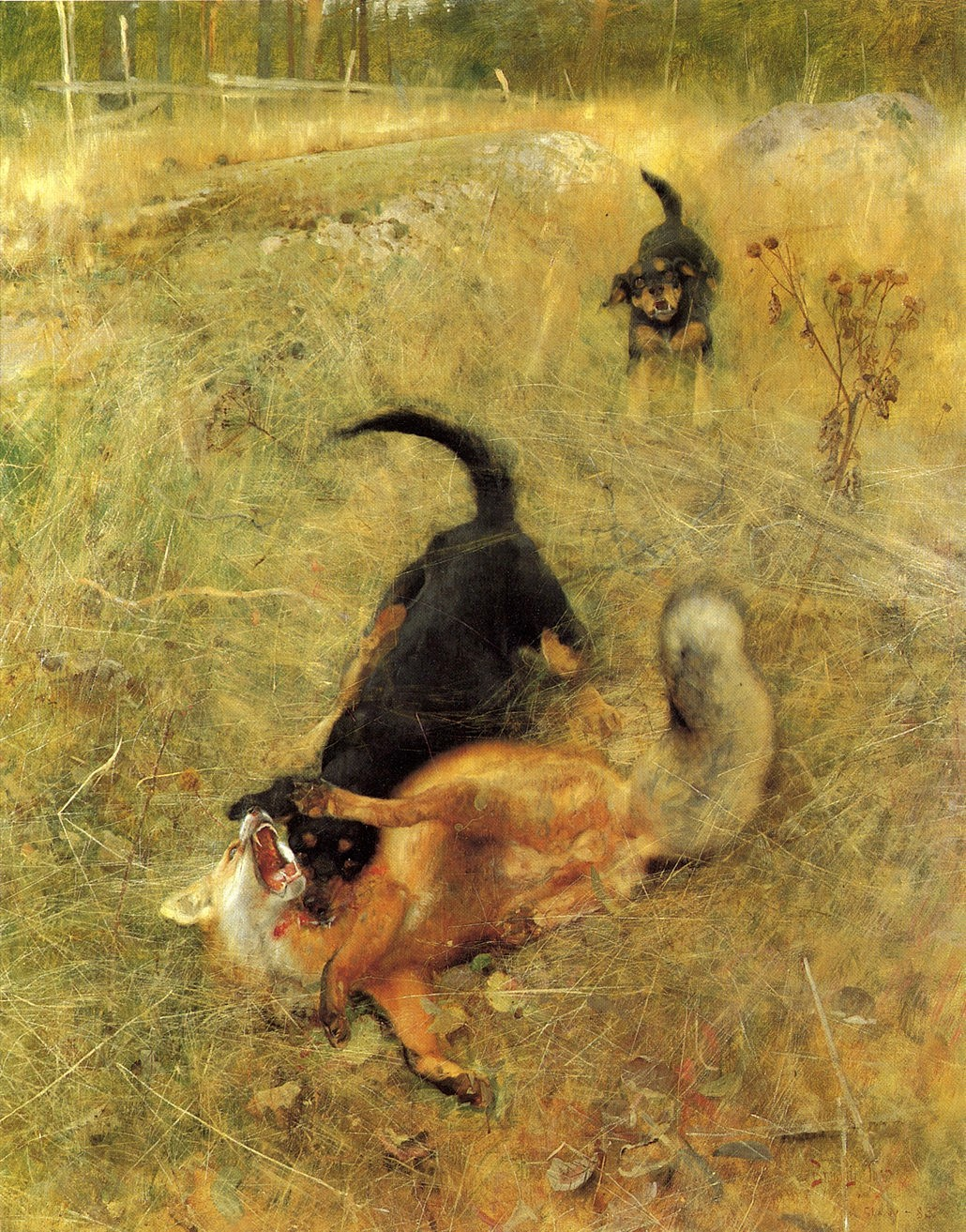
Một cảnh săn cáo

Săn cáo là một hoạt động liên quan đến việc theo dấu, truy tầm, đuổi theo, tóm bắt và đôi khi giết chết một con cáo (phổ biến là loài cáo đỏ) bằng những con chó săn cáo được qua đào tạo hoặc sử dụng những con chó đánh hơi khác. Đây là một thú tiêu khiển quý phái của giới quý tộc, hoàng gia, vương giả ở châu Âu và là một môn thể thao tiêu khiển.
Theo truyền thống thì việc săn cáo dành cho nhũng quý tộc với việc một nhóm người không có vũ khí, thường là ngồi trên lưng ngựa dẫn theo một bầy chó săn rầm rộ tiến đến những khu vực có cáo sinh sống để tổ chức săn bắn. Những con ngựa được cưỡi bởi các thợ săn là đặc điểm nổi bật của nhiều cuộc săn lùng, mặc dù những người khác sẽ săn bắn bằng hình thức đi bộ, thường là những tùy tòng hoặc những người hầu cận làm nhiệm vụ hậu cần.

## Lịch sử

### Khởi thủy
Việc sử dụng Chó săn đánh hơi để theo dõi con cáo bắt đầu ở Assyria, Babylon, và thời Ai Cập cổ đại. Nhiều quốc gia như Hy Lạp và La Mã chịu ảnh hưởng và có truyền thống lâu đời của săn bắn với chó săn. Săn bắn với chó săn đã được phổ biến trong thời Celtic Anh, ngay cả trước khi người La Mã đến, và đưa vào đây hai giống chó săn là Castorian và Fulpine để săn bắt. Việc săn bắn truyền thống đã được đưa đến Anh khi William Kẻ chinh phục đến, cùng với Gascon và chó săn Talbot. Săn cáo thường là phục vụ cho nhiều nghi lễ xã hội.

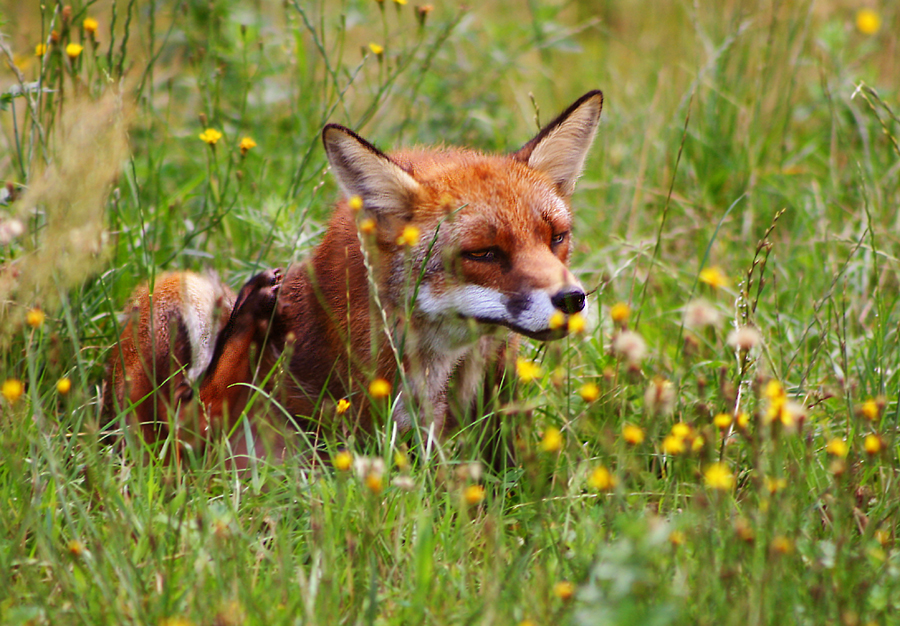
Một con cáo đỏ

Săn cáo có nguồn gốc ở Vương quốc Anh trong thế kỷ 16, nhưng được phổ biến trên toàn thế giới bao gồm Úc, Canada, Pháp, Ireland, Ý và Hoa Kỳ. Ở Úc, thuật ngữ này cũng đề cập đến việc săn bắn cáo với vũ khí tương tự như săn hươu. Ở nhiều nước trên thế giới săn bắn nói chung được hiểu là liên quan đến bất kỳ trò chơi giết chóc đông vật nào có liên quan đến vũ khí (ví dụ như săn hươu với cây cung và mũi tên, săn lợn rừng và săn hổ).
Săn bắn cáo đã được thực hiện từ những năm 1500. Cáo được coi là nỗi ám ảnh của một số nông dân lo sợ mình có thể bị mất những vật nuôi có giá trị, trong khi những người khác cho rằng nó có tác dụng trong việc kiểm soát thỏ, chuột đồng và các loài gặm nhấm khác. Một lý do quan trọng cho việc không ưa thích những con cáo của nông dân là xu hướng của chúng khi giết chết những động vật như gà, nhưng chỉ ăn một phần của con gà, phần còn lại nó sẽ bỏ lại, con cáo sẽ bỏ lại tất cả các con gà nó giết chết và che giấu chúng ở một nơi kín đáo hơn.
Cáo là con thú của những cuộc săn đuổi thời Trung cổ, cùng với hươu đỏ nhưng các nỗ lực sớm nhất để săn một con cáo với con chó săn được ở phát hiện ở Norfolk, Anh, trong 1534, nơi nông dân đã bắt đầu theo đuổi cáo với con chó của họ với mục đích kiểm soát dịch hại. Hình thức săn cáo chuyên nghiệp đầu tiên là trong cuối những năm 1600, có lẽ tại Bilsdale ở Yorkshire.

### Phát triển

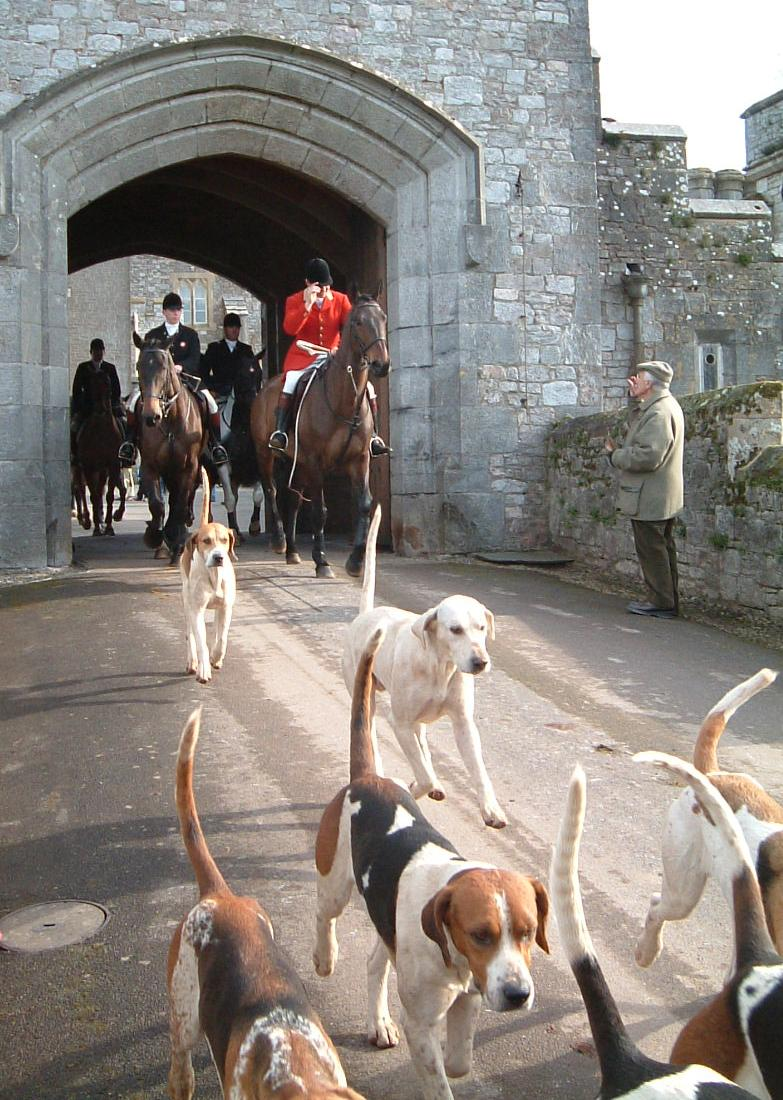
Một cảnh ra quân đi săn cáo của quý tộc từ một lâu đài, ông ta cưỡi ngựa và đi trước là một đàn chó săn

Đến cuối thế kỷ XVII, săn hươu đã suy giảm. Các hành vi vây hàng rào để tách đất mở vào các khu vực, rừng trữ hươu đã được cắt giảm diện tích và đất canh tác đã được tăng lên. Với sự khởi đầu của cuộc cách mạng công nghiệp, người ta bắt đầu di chuyển ra nước ngoài và vào các thị trấn và thành phố để tìm việc làm. Đường giao thông, đường sắt ngày càng nhiều. Súng ngắn đã được cải thiện trong thế kỷ XIX và súng săn chim trở nên phổ biến hơn. Săn cáo tiếp tục phát triển trong thế kỷ XVIII khi ông Hugo Meynell phát triển giống chó săn và những con ngựa để giải quyết các vấn đề địa hình của nông thôn nước Anh.
Ở Đức, săn bắn với các con chó săn (thường là săn hươu hay săn lợn rừng) lần đầu tiên bị cấm theo đề xuất của Hermann Göring vào ngày 03 Tháng Bảy năm 1934. Năm 1939, lệnh cấm đã được mở rộng bao gồm cả Áo sau khi sáp nhập vào nước Đức. Một gã người Anh Robert Brooke là người đầu tiên nhập khẩu những con chó săn cáo sang Mỹ đến Maryland vào năm 1650 cùng với con ngựa của mình. Cũng khoảng thời gian này, số lượng cáo đỏ châu Âu cáo đã được du nhập vào bờ biển phía Đông của Bắc Mỹ để phục vụ cho việc săn bắn.
Tại Úc, cáo đỏ châu Âu đã được du nhập chỉ nhằm mục đích săn cáo trong năm 1855, vì việc này, quần thể động vật bản địa đã bị ảnh hưởng rất nặng nề, với sự tuyệt chủng của ít nhất 10 loài do sự phát tán của loài cáo. Săn cáo với con chó săn chủ yếu được thực hiện ở phía đông Úc. Ở bang Victoria có mười ba cuộc săn lùng với hơn 1000 thành viên. Săn cáo cho ra kết quả trong khoảng 650 con cáo bị giết hàng năm tại tiểu bang Victoria. Săn cáo là hợp pháp ở Bắc Ireland.
Ở Mỹ, săn bắn cáo là việc thực hành nhiều cuộc săn lùng nhưng không thực sự nhằm mục đích giết được con cáo (vì con cáo đỏ không được coi là một dịch hại đáng kể tại đây). Trong nhiều khu vực của miền đông Hoa Kỳ, sói là kẻ thù tự nhiên của cáo đỏ và cáo xám ngày càng trở nên phổ biến và đe dọa quần thể cáo trong lãnh thổ nhất định.

### Gây tranh cãi
Đây là một cuộc săn đang gây tranh cãi, đặc biệt là ở Anh, nơi mà nó đã bị cấm ở Scotland vào năm 2002, và ở Anh và xứ Wales trong tháng 11 năm 2004 (có hiệu lực pháp lý từ tháng 2 năm 2005), mặc dù vậy những người ủng hộ săn bắn cáo xem nó như là một phần quan trọng của nền văn hóa nông thôn và hữu ích vì lý do kiểm soát dịch hại trong khi phe kia cho rằng nó là độc ác và không cần thiết. Đối thủ của săn bắn cáo cho rằng hoạt động này là không cần thiết để kiểm soát con cáo họ cho rằng con cáo không phải là một loài dịch hại. Họ so sánh số lượng cáo thiệt mạng trong những săn nhiều hơn những hậu quả mà chúng đã gây ra!

## Phương thức

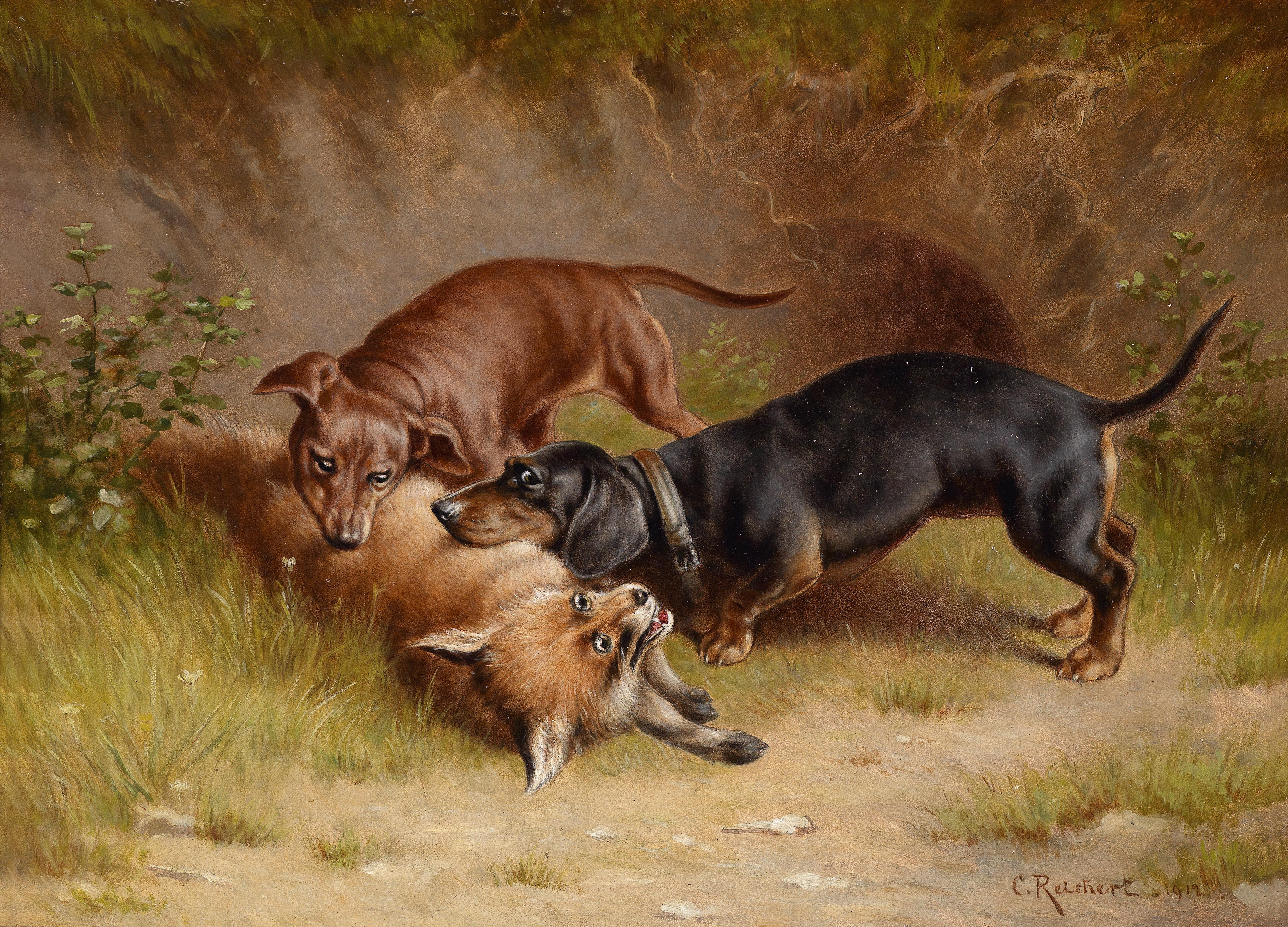
Một giống chó săn cáo

Cáo đỏ (vulpes vulpes) là con mồi phổ biến của những cuộc săn ở Mỹ và châu Âu. Một động vật ăn thịt và ăn tạp cỡ nhỏ, chúng sống trong hang dưới lòng đấtvà chủ yếu là hoạt động vào buổi chiều tà lúc chạng vạng. Chúng có xu hướng dao động xung quanh một khu vực từ 5 đến 15 km² (2-6 dặm vuông) và phạm vi của họ có thể lên tới 20 km vuông (7,7 sq mi). Các con cáo đỏ có thể chạy với tốc độ lên đến 48 km/h (30 mph), cáo đỏ Mỹ có xu hướng lớn hơn so với cáo châu Âu, nhưng nó ít xảo quyệt hơn, sức sống và sức chịu đựng trong cuộc rượt đuổi kém hơn so với cáo châu Âu.
Những con cáo xám (Urocyon cinereoargenteus) một họ hàng xa của con cáo đỏ châu Âu cũng đang bị săn bắn ở Bắc Mỹ nhưng do nó giỏi leo trèo và leo núi nên đã làm cho nó khó khăn hơn để đi săn với chó săn. Mùi của cáo xám là không nồng nặc như cáo đỏ, do đó phải cần thêm thời gian cho những con chó săn để có thể đánh hơi. Không giống như cáo đỏ trong khi đuổi theo nó sẽ chạy xa khỏi đàn, con cáo xám sẽ tăng tốc độ do đó làm cho nó khó khăn hơn để theo đuổi. Cũng không giống như con cáo đỏ, cáo xám hiếm khi bị săn bắn trên lưng ngựa do sở thích của môi trường sống của nó!
Săn cáo thường được thực hiện với một gói con chó săn mùi hương hay còn gọi là chó đánh hơi và trong hầu hết trường hợp chúng được nuôi một cách đặc biệt chỉ để dành cho việc săn cáo. Những con chó được huấn luyện để theo đuổi con cáo dựa trên mùi hương của nó. Hai loại chính của Chó săn cáo Anh và chó săn cáo của Mỹ. Người ta cũng có thể sử dụng một con chó săn đuổi bằng tầm nhìn như Greyhound hay những con chó săn sẽ đuổi theo con cáo mặc dù thực tế điều này là không phổ biến trong tổ chức săn bắn, và những con chó này thường được sử dụng cho việc rượt đuổi những thỏ rừng trong các cuộc săn thỏ. Săn cáo cũng có thể sử dụng chó săn để xới đất ra hoặc giết cáo đang ẩn dưới lòng đất, như vậy những con chó săn này chúng đủ nhỏ để theo đuổi con cáo thông qua các đoạn đất hẹp. Tuy nhiên điều này không phổ biến tại Hoa Kỳ.

## Tham khảo

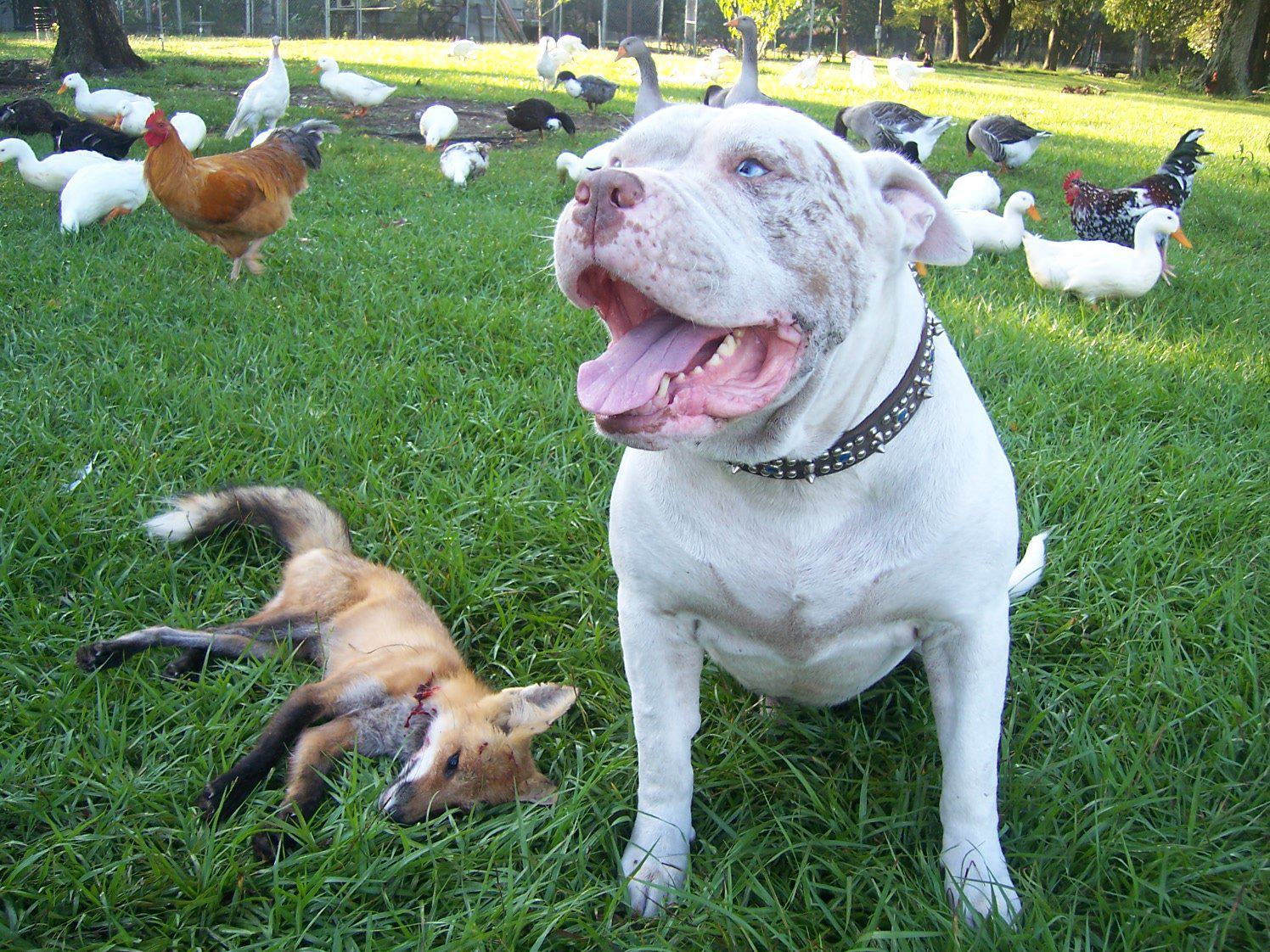
Một con chó bun đã săn được con cáo trong vườn